# Steve Whiteman
Steve Whiteman (Piedmont, 28 agosto 1956) è un cantante statunitense, noto per la sua militanza nei Kix.
Whiteman è rinomato anche come insegnante di canto presso l'area di Baltimora, una delle sue allieve è stata Lzzy Hale degli Halestorm.

## Carriera
Whiteman ha esordito come cantante in una cover band dei Led Zeppelin. Nel 1978 si unisce ai Kix, quando la band si chiamava ancora "Shooze". I Kix pubblicano un totale di sei album in studio più un disco live, prima di sciogliersi nel 1996 a causa di alcune tensioni interne. Pochi mesi dopo Whiteman fonda il progetto parallelo Funny Money con cui registra un totale di quattro album in studio. Nel 2004 si riformano i Kix per una serie di concerti. Nel 2014 viene pubblicato l'album Rock Your Face Off.

## Discografia

### Con i Kix
- Kix (1981)
- Cool Kids (1983)
- Midnite Dynamite (1985)
- Blow My Fuse (1988)
- Hot Wire (1991)
- Live (1993)
- Show Business (1995)
- The Essentials (2002)
- Live in Baltimore (2012)
- Rock Your Face Off (2014)

### Con i Funny Money
- Funny Money (1998)
- Back Again (1999)
- Skin to Skin (2003)
- Stick It! (2006)

### Partecipazioni
- Twisted Sister - Love Is for Suckers (1987)

### Tribute album
- Leppardmania: A Tribute to Def Leppard (2000)
- Best of Both Worlds: A Tribute to Van Halen (2003)

## Videografia
- Blow My Fuse: The Videos (1989)
- Live in Baltimore (2012)
- Can't Stop the Show: The Return of Kix (2016)